# Halenia nivalis
Halenia nivalis är en gentianaväxtart som beskrevs av C. K. Allen. Halenia nivalis ingår i släktet Halenia och familjen gentianaväxter. Inga underarter finns listade i Catalogue of Life.